# Kula Kangri
Kula Kangri är ett av Bhutans högsta berg. Det är 7538 meter högt och har en primärfaktor på 1654 meter. Enligt vissa källor betraktas berget vara helt på den tibetanska sidan av Himalaja och borde därmed inte ens vara med på listan över höga berg i Bhutan. Sett till hela världen är Kula Kangri 46:e högsta berget.
Uppgifterna om den första bestigningen av berget går också isär. Enligt Peakbagger var Chapman först upp, 1937, enligt flera andra källor är den första erkända bestigningen utförd av ett japansk-kinesiskt klättrarlag 1986.